# Vostan
Vostan är en ort i Armenien. Den ligger i provinsen Ararat, i den centrala delen av landet, 24 kilometer söder om huvudstaden Jerevan. Vostan ligger 837 meter över havet och antalet invånare är 2 925.
Terrängen runt Vostan är platt åt sydväst, men åt nordost är den kuperad. Runt Vostan är det ganska tätbefolkat, med 155 invånare per kvadratkilometer.. Närmaste större samhälle är Artasjat, 1,3 kilometer väster om Vostan.
Trakten runt Vostan består i huvudsak av gräsmarker.